# Atractocerus victoriensis
Atractocerus victoriensis is een keversoort uit de familie Lymexylidae. De wetenschappelijke naam van de soort is voor het eerst geldig gepubliceerd in 1891 door Blackburn.